# Димов, Иван (тяжелоатлет)
Иван Петков Димов (болг. Иван Петков Димов; род. 4 декабря 2002, София) — болгарский тяжелоатлет, двукратный чемпион Европы 2022 и 2025 года, призёр чемпионатов Европы 2023 и 2024 годов, призёр молодёжного чемпионата Европы 2021 года.

## Карьера
В 2018 году принял участие в Чемпионате Европы среди юниоров, который проходил в Италии, занял итоговое 2-е место и завоевал серебряную медаль в весовой категории до 50 килограммов. В 2021 году на молодёжном чемпионате Европы в Финляндии в весовой категории до 67 килограммов, завоевал бронзовую медаль, показав результат по сумме двух упражнений 291 килограмм.
В мае-июне 2022 года на чемпионате Европы в Тиране, в весовой категории до 61 кг, болгарин занял итоговое первое место с результатом 286 килограммов, став впервые в карьере чемпионом Европы.
В Ереване, на чемпионате Европы 2023 года, Иван в категории до 61 кг, с результатом по сумме двух упражнений 277 кг завоевал бронзовую медаль. В упражнении рывок он также стал обладателем малой бронзовой медали.
В феврале 2024 года на чемпионате Европы в Софии Димов завоевал серебряную медаль по сумме двух упражнений с результатом 280 кг. В упражнении рывок он стал первым (130 кг), в толчке третьим (150 кг).
На чемпионате Европы 2025 года в Кишинёве завоевал золотую медаль в весовой категории до 61 кг с итоговым результатом 289 кг. В упражнениях «рывок» и «толчок» стал победителем.

## Достижения
Чемпионат Европы
| Результат | Вес      | Год   | Место соревнований | Рывок | Толчок | Общий вес |
| Золото    | до 61 кг | 2022  | Тирана, Албания    | 135,0 | 151,0  | 286,0     |
| Бронза    | до 61 кг | 2023  | Ереван, Армения    | 127,0 | 150,0  | 277,0     |
| Серебро   | до 61 кг | 2024  | София, Болгария    | 130,0 | 150,0  | 280,0     |
| Золото    | до 61 кг | 20254 | Кишинёв, Молдова   | 135,0 | 154,0  | 289,0     |

## Статистика
| Год                                | Место                              | Турнир                             | Рывок                              | Рывок                              | Рывок                              | Рывок                              | Толчок                             | Толчок                             | Толчок                             | Толчок                             | Итог                               | Место                              |
| Год                                | Место                              | Турнир                             | 1                                  | 2                                  | 3                                  | Место                              | 1                                  | 2                                  | 3                                  | Место                              | Итог                               | Место                              |
| Чемпионат мира по тяжёлой атлетике | Чемпионат мира по тяжёлой атлетике | Чемпионат мира по тяжёлой атлетике | Чемпионат мира по тяжёлой атлетике | Чемпионат мира по тяжёлой атлетике | Чемпионат мира по тяжёлой атлетике | Чемпионат мира по тяжёлой атлетике | Чемпионат мира по тяжёлой атлетике | Чемпионат мира по тяжёлой атлетике | Чемпионат мира по тяжёлой атлетике | Чемпионат мира по тяжёлой атлетике | Чемпионат мира по тяжёлой атлетике | Чемпионат мира по тяжёлой атлетике |
| ---------------------------------- | ---------------------------------- | ---------------------------------- | ---------------------------------- | ---------------------------------- | ---------------------------------- | ---------------------------------- | ---------------------------------- | ---------------------------------- | ---------------------------------- | ---------------------------------- | ---------------------------------- | ---------------------------------- |
| 2022                               | Тирана, Албания                    | до 67 кг                           | 130                                | 133                                | 135                                | 1                                  | 151                                | 156                                | 156                                | 4                                  | 286                                | 1                                  |